# أوليفر (جورجيا)
أوليفر (بالإنجليزية: Oliver, Georgia)‏ هي مدينة تقع في مقاطعة سكريفين، جورجيا بولاية جورجيا في الولايات المتحدة. تبلغ مساحة هذه المدينة 2.4 (كم²)، وترتفع عن سطح البحر 35 م، بلغ عدد سكانها 253 نسمة في عام 2010 حسب إحصاء مكتب تعداد الولايات المتحدة.

## وصلات خارجية
- Cities & Counties - Georgia.gov